# Maremmano abruzzese
För andra betydelser, se Maremma (olika betydelser).
Maremmano abruzzese (Maremma) är en hundras från Italien. Den är en vaktande herdehund och boskapsvaktare som står nära andra storvuxna vita bergs- och herdehundar från olika håll i Europa som pyrenéerhund och kuvasz.

## Historia
Redan Marcus Terentius Varro (116–27 f.v.t.) beskriver i en av sina lantbruksböcker utseende och bruk av hundar som mycket väl skulle kunna vara föregångare till dagens maremmano abruzzese. 1827 visades sådana här hundar på London Zoo under namnet italiensk varghund. På 1930-talet erkände den då nybildade italienska kennelklubben Pastore Maremmano från Maremma i Toscana och Pastore Abruzzese från Abruzzo som separata raser. Maremmano hade traditioner hos storgodsägarna i Toscana medan abruzzese var herdarnas hund och användes bland annat vid transhumansbruk. 1953 slogs dessa samman under det nuvarande namnet.

## Egenskaper
Rasen är egensinnig och modig med stark vaktinstinkt. Den är mycket trofast mot sin familj.

## Utseende
Maremmano-abruzzese är enbart vit men man tillåter i begränsad mängd skuggningar i elfenben, svagt orange eller citron. Pälsen på kroppen är upp till 8 cm lång och ger ofta ett något glasartat intryck. Den är kortare på huvudet. Pälsen har underull på vintern.
En vuxen hane har en mankhöjd mellan 65 och 73 cm och honans mankhöjd ligger mellan 60 och 68 cm. Vikten är för hanar 35 till 45 kg och för honor 30 till 40 kg.